# Игра хамелеона
«Игра хамелеона» (лит. Chameleono žaidimai) — советский телефильм 1986 года, снятый на Литовской киностудии режиссёром Арунасом Жебрюнасом по пьесе французского драматурга Жана-Поля Сартра «Только правда» («Некрасов»).

## Сюжет
1955 год, Париж. Мелкий мошенник Жорж де Валера выдаёт себя за якобы сбежавшего из СССР министра Дубова, и становится заметной политической фигурой с помощью корреспондента реакционной газеты Сибилло, которому нужна сенсация.

## В ролях
- Григорий Гладий — Жорж де Валера
- Юозас Будрайтис — Сибилло
- Ингеборга Дапкунайте — Вероника, его дочь
- Регимантас Адомайтис — Робер
- Лия Ахеджакова — Ирма
- Альгимантас Масюлис — мсье Баран, медиа-магнат
- Вайва Майнелите — Вероника
- Аудрис Хадаравичюс — Жюль Палатен
- Михаил Светин — Гобле, комиссар полиции
- Витаутас Томкус — Мерсье, член правления
- Арунас Сторпирштис — Сальвье
- Тамара Дегтярёва — Костанье

В эпизодах: Гражина Баландите, Юрате Онайтите, Витаутас Шапранаускас, Костас Сморигинас и другие.

## Литературная основа
- Основная статья: Некрасов (пьеса)

В основе сценария — пьеса французского драматурга Жана-Поля Сартра «Некрасов» («Nekrassov», в русских переводах — «Только правда» и «Жорж де Валера»). Пьеса написана в 1955 году, в том же году опубликована на русском языке в журнале «Знамя», с успехом шла в Москве в Театре сатиры в сезонах 1956—1958 годов.
Литературовед Л. Г. Андреев писал, что главным объектом сатиры пьесы является мир «четвёртой власти»:

«Некрасов» — пьеса смешная, остроумная, со множеством занятных перипетий. … Сартр раскрывает явное и тайное, обнажает механизм тотальной зависимости общественного мнения от массовой информации, информации — от журналистов, журналистов — от редакторов, редакторов — от правлений, правлений — от политиканов самой высокой пробы. Жизнь как бы делается, сочиняется, она в буквальном смысле определяется этой пирамидой власти.— Леонид Андреев - Жан-Поль Сартр. Свободное сознание и XX век. — М.: Московский рабочий, 1994. - 413 с. - стр. 320

## Критика
Вдохновляясь пьесой Сартра режиссёр А. Жебрюнас в новом для себя жанре пробует все разнообразие комических средств — от иронии до гротеска. И если в начальных сценах с бродягами звучат мягкий юмор и сочувствие к беднякам, то в сцене помещения самозванца Дубова в уставленные розами апартаменты с системой затворов, как в сейфе, сквозит неподдельный сарказм. Бал «будущих жертв коммунистов» сопровождается серией комических приемов от «политического канкана» до расквашенного о физиономию торта.— Арунас Жебрюнас / И. Арефьева. — Москва: ВТПО «Киноцентр», 1990. — 141 с. — стр. 133—140
Отмечалась исполнение главной роли авантюриста Жоржа де Валеры актёром Григорием Гладием:

Жорж де Валера обнажил в актёре тот нерв самоуглубленной натуры, что открывается в минуты экстремальные .— кинокритик Ольга Шумяцкая, журнал «Советский экран», 1990 год

артист Г. Гладий изображает свой многоликий персонаж пластично и остроумно. Его дуэты с Ю. Будрайтисом (Сибилло) и И. Дапкунайте (Вероника) как раз и создают атмосферу фильма— Арунас Жебрюнас / И. Арефьева. — Москва: ВТПО «Киноцентр», 1990. — 141 с. — стр. 133—140